# カウボーイ

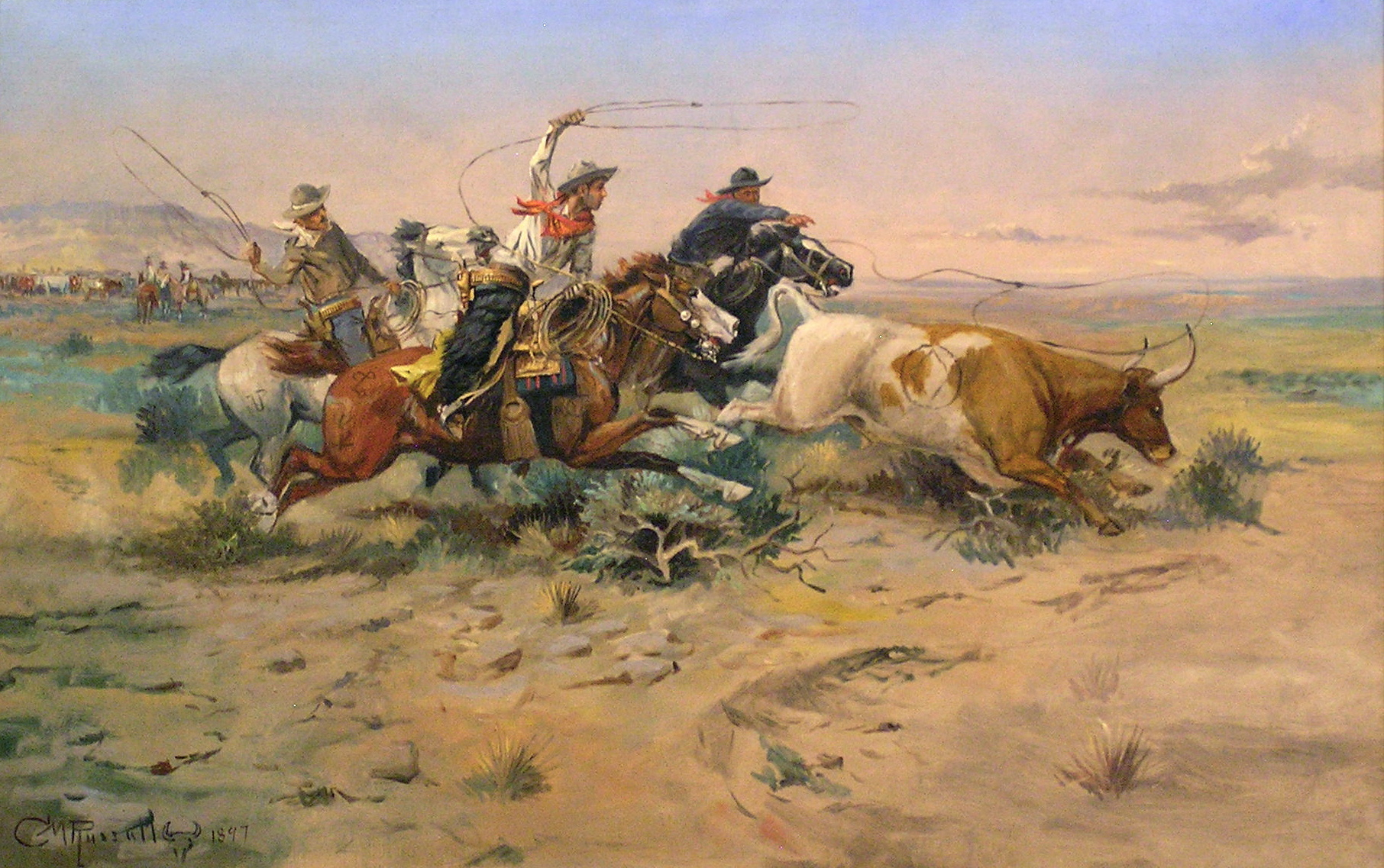
カウボーイを描いた絵画 "The Herd Quitter." （油彩画、チャールズ・マリオン・ラッセル、 1897年）

カウボーイ（英: cowboy）は、北アメリカ大陸やオーストラリアなどの牧場で見られる、畜産業に従事する牧場労働者のこと。牧童（ぼくどう）。また、同種の職業に従事する女性をカウガール（英: cowgirl）と呼ぶ。
メキシコや南米などのスペイン語圏における「バケーロ」（vaquero）、それを英語風にした「バッカルー」（buckaroo）と同じ意味である。

## 概要

### 意味の変遷

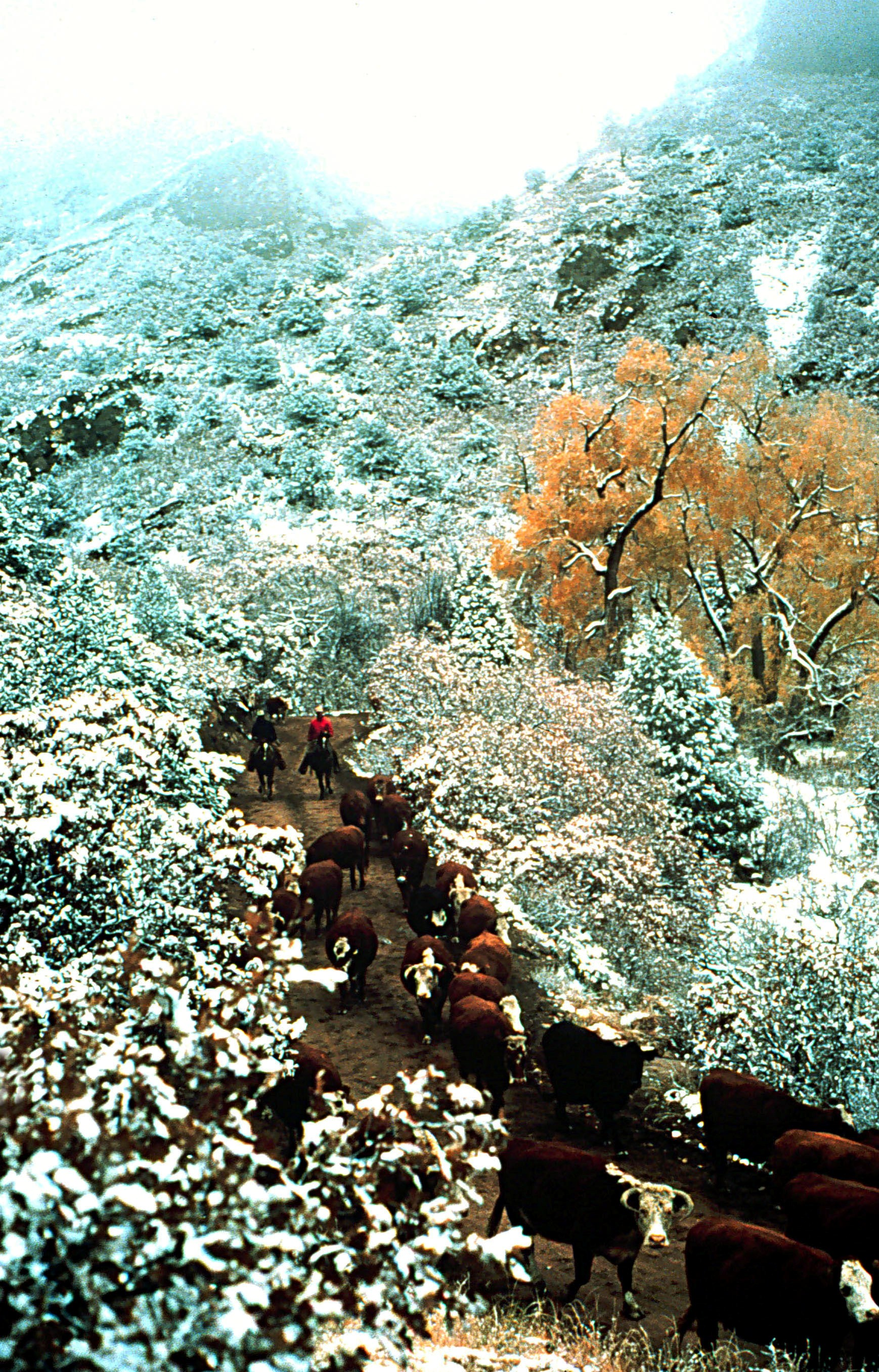
仕事（Cattle drivep）中のカウボーイ。 コロラド州

元々“カウボーイ”と言う単語は“牛泥棒”を意味したとも言われ、牛飼に対する単語は、スペイン語の“vaquero”が使われていた。しかし、19世紀後半に入ると、メキシコやテキサスなどを中心に大陸南部から、西部、中西部にかけての原野で野生化していた“牛を駆り集め（round-up）”、それを市場である東部やゴールドラッシュに沸く西部に届けるために大陸横断鉄道の中継地である中西部や北部の町へ “馬と幌馬車を連ね何日もかけて移送する業務 ロングドライブ（Long Cattle Drive）”に従事していた労働者を指す言葉に変化していった。よって当時は牧場主や牧童、牛飼をカウボーイと呼ぶことは無かったが、現在は牛の世話をする牧童という意味で一般化している。
西部開拓の完全な終焉を迎えた20世紀に入ると、西部劇や小説などにおいてノスタルジックなロマンをかきたてる対象として美化され始め、現在ではアメリカの象徴ともいえる存在となっている。また職業に関係なく、踵の高いブーツ（カウボーイブーツ）を履きカウボーイハットを被った者等も“カウボーイ”と呼ばれることがあり、特にそういう格好をした農業従事者やトラックドライバーやカントリー・ミュージシャンなどが そう呼ばれることも多い。
また、その野性的で勇敢なイメージはアメリカ男性の一般的肖像とされ、それが転じたスラングとして、“粋な伊達男（色男）”、“やんちゃ坊主”、“目立ちたがり屋”、“無茶な運転をするドライバー”などをカウボーイと呼ぶ場合もある。

### 文化
スペインをはじめイギリスやヨーロッパの文化や牧童の風俗習慣とアメリカ先住民の文化がミックスされカウボーイの文化が形成された。これはアメリカの初期の歴史そのものであり、その影響は現在のアメリカのファッションやスポーツやレジャーから食や風俗習慣まで幅広く浸透していて、アメリカという国を特徴づける大きな要因となっている。
カウボーイはネイティブ・アメリカンとは仇敵でありながら、経済活動も盛んであり、その文化的影響も大きい。そしてネイティブアメリカンとバッファローとハイイロオオカミが織り成す、悠久の昔からつづく関係とその文化がカウボーイを支えていた。

### 人種

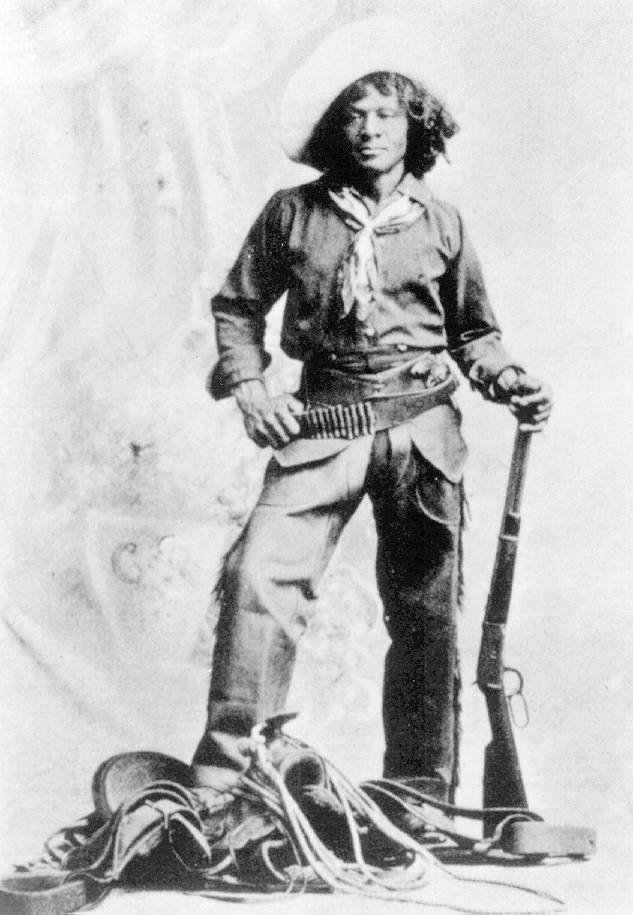
ナット・ラブ(1854 – 1921)：アフリカ系アメリカ人のカウボーイで、以前は奴隷だった。

アフリカ系アメリカ人のカウボーイも存在するが、ハリウッド映画や「マカロニ・ウェスタン」の影響で白人のイメージが強い。1860年代から1880年代における放牧牛を扱う業界で働いた労働者のうち25％が黒人のカウボーイであり、その数は6000～9000人と推定されている。
なお、映画というフィクションでつくられたイメージについては、#映画のカウボーイ像の節を参照されたし。

## 必需品

### バッファロー
カウボーイにとってバッファローは干肉などの食用だけではなく、その皮も「丈夫な皮革」としてネイティブアメリカンを通してタタンカ皮という名称で取引され、カウボーイの必需品の様々な物に加工された。

### 馬具
ヨーロッパにおける伝統的馬術に対し、彼らの馬術はカウボーイ馬術として確立されていて、また馬具もカウボーイ独特な物になっている。馬はバディ（相棒）であり、その馬が死ぬまで乗ったが、その期間は10年に満たなかったという。
- サドル（「鞍」くら） - サドルで特徴的なのは、投げ縄や牛追い鞭を括り付けるホーンという突起（グリップ）が付いている事である。
- ストラップ（「鐙」あぶみ） - 騎乗時に馬の脇腹に垂らして足を乗せるが、19世紀半ば、カウボーイの死因1位は落馬の際に鐙から足が抜けず、馬に引き摺られての事故死だった[5]。
- ビット（「食み」ハミ）
- スパー（拍車・輪拍） - スパーは馬術と同様にヨーロッパの伝統的な馬具とは違い、スペインの装飾をもとに独自に変化したもので、カウボーイのアイデンティティーを表すファッションにもなっている。

### 道具

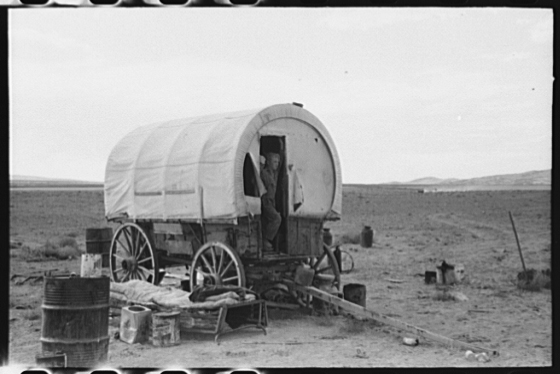
アメリカの荒野で野営する幌馬車:アイダホ州,1940年

開拓の常であるが、社会基盤がない場所での生活は危険が伴うことや狩猟のための「銃」が必要であり、様々な問題を内包しながらもカウボーイの文化としてもアメリカとしても必需品となっている。　
- コーチ・ワゴン（馬車）- 幌馬車とも呼ばれるが、単に荷車としての貨物用もある。現在のアメリカの車社会においてもその影響の名残が見られ、コンバーチブルやコーチビルダーと言う表現に見て取れる。またピックアップトラックが好まれるのも馬と荷車を模していると言われる。
- ガン（銃） - ライフル・散弾銃・回転式拳銃（リボルバー）などがあり[注 2]、リボルバーは簡素なものからスペインの装飾とネイティブアメリカンの装飾が元になった装飾が施されているものも多い。バッファローに対する狩猟や家畜の放牧に必要なものである。

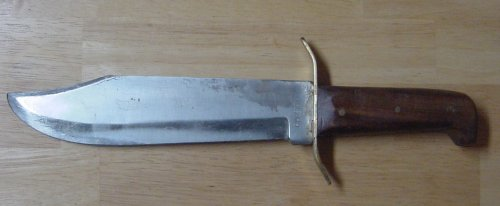
ボウイナイフ

- ナイフ - ブーツナイフやボウイナイフ（ボーウィとも表記）が一般的で、特にボウイナイフは北アメリカの歴史と言っても良い位にポピュラーな物であるが、バッファローを絶滅寸前にまで追いやった歴史の産物ともいえる。ナイフは家畜の耳に印をつけたり、病気の治療や予防にも使われた。
- ロープ（投げ縄） - ラリアットともいう[注 3][注 4]。
- ブルウィップ（英語版）（牛追い鞭）
- ヘリコプター - 主に広大な荒野で放牧を行う現代のオーストラリアでは牛を追うのに小型のヘリコプターを使用する。上空から牛の居場所を確認して地上に伝えたり、時には超低空飛行で直接牛を追うこともある。

### 衣服
北米大陸でのカウボーイの歴史は、メキシコを拠点としていたスペイン人が先人であり、衣服の基本的なアイデンティティーはスペイン文化にある。なお、ビーズ、ターコイズ、シルバーなどを用いた装飾文化は、ネイティブアメリカン（いわゆるインディアン）の文化である。ただし銀細工の基本的技術はスペイン人からナバフォ族などに伝わったものであるが、デザインはネイティブアメリカンの文化に由来する。

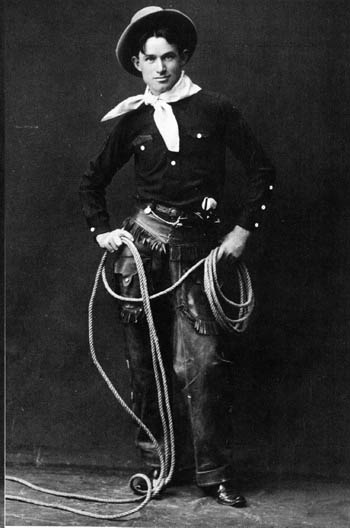
ウェスタンウェアーに身を包むアメリカの俳優:ウィル・ロジャース。オクラホマ州出身のカウボーイで乗馬や射撃に優れ、投げ縄に至っては名手であったロジャースは俳優をする傍らロデオ選手としても活躍した。

- カウボーイハット - 日本ではカウボーイハット全般を“テンガロンハット”と呼ぶが、実はテンガロンハットはカウボーイハットの一種でしかなく、しかもかなり珍しい種類なので、一般的なカウボーイハットのことをテンガロンハットと呼ぶのは間違いである。カウボーイハットはメキシコの大きな麦わら帽子のソンブレロがもとになったといわれる。因みに、テンガロンハットの『ガロン』は液体の計量単位の"gallon"ではなく、スペイン語で「編み目」を意味する"galon"であり、帽子製造者のジョン・ステットソンが帽子のバンドに十の編み目を入れたことに由来する。但し、計量単位を意味するとの勘違いが定着し、近年では帽子の頭部が極端に高い帽子を指す意味となっている。夏場は軽く涼しい麦わらで作られた「ストローハット」を着用し、冬場は保温性が高いフェルト製の「フェルトハット」を着用する。
- ダスターコート - 裾が足元まで伸びている長くて薄いコート。砂埃や雨や激しい日差しから身を守るのに役立つ。馬に乗りやすいように腰の高さまでスリットが入っている。
- カウボーイシャツ - ウェスタンシャツとも呼ばれる。昔のシャツの袖や胸元についていた細い「フリンジ」と呼ばれる「さがり」は正装用と誤解されることが多いが、本来は雨の際に袖下に水が溜まって袖がカビたり腐ったりするのを防ぐ為に水が伝って流れる水捌けとして付けられていたネイティブアメリカン伝授の知恵である。チアリーダーのベスト（チョッキ）などにも施されその影響が現在においても見られるが、これらは正装用でしかなく、実用性は無い。現代のウェスタンシャツは多くが前面の肩部分と背中の肩部分に逆三角形の切替布が付いているのが特徴である。背面の布の形が昔牛乳などを運ぶ為に使われた天秤棒に似ていることから「ヨーク」と呼ばれる。
- ボロータイ - ボロタイ・ループタイ、ポーラータイとも呼称される。濃色の紐を首から垂らし、留め具で喉部分を締める。近年は古臭いイメージを持たれ、正装の場面では殆どのカウボーイがネクタイを着用する。
- ネッカチーフ - 近年では北米でも日本でもバンダナと呼称されることが多いが、カウボーイの服装として正式にはネッカチーフである。
- ガンベルト - 拳銃と予備弾を携帯するための、ホルスター一体型皮革製ベルト。装飾が施されている。
- ジーンズ - サンフランシスコでリーバイ・ストラウスがテント用の布地から作った丈夫な作業用ズボンに由来する。当初は無地であったが染を施した起源（イタリアなど）は諸説あるが「藍染め」されたいわゆるインディゴブルーのものが一般的である。
- カウボーイレギングス- チャップス とも呼称され、皮革で出来たズボン状の行縢である。
- カウボーイブーツ - ウェスタンブーツとも呼称され、南軍の歩兵長靴を起源とする皮革製の長靴である。細工装飾がされているものも多い。乗馬する時には拍車を付ける。

寒冷地
- フェルトハット - ビーバーやウサギの毛製布地で出来たカウボーイハットであり、保温性が高い。上質な物ほどビーバーの毛率が高く、安物は羊毛を多く使用している。色は黒が主流だが、茶色、淡褐色、灰色、白などもある。
- バックスキンジャケット

### 食料・嗜好品
放牧をする上で移動が伴うことから必要最低限のものが選択されている。

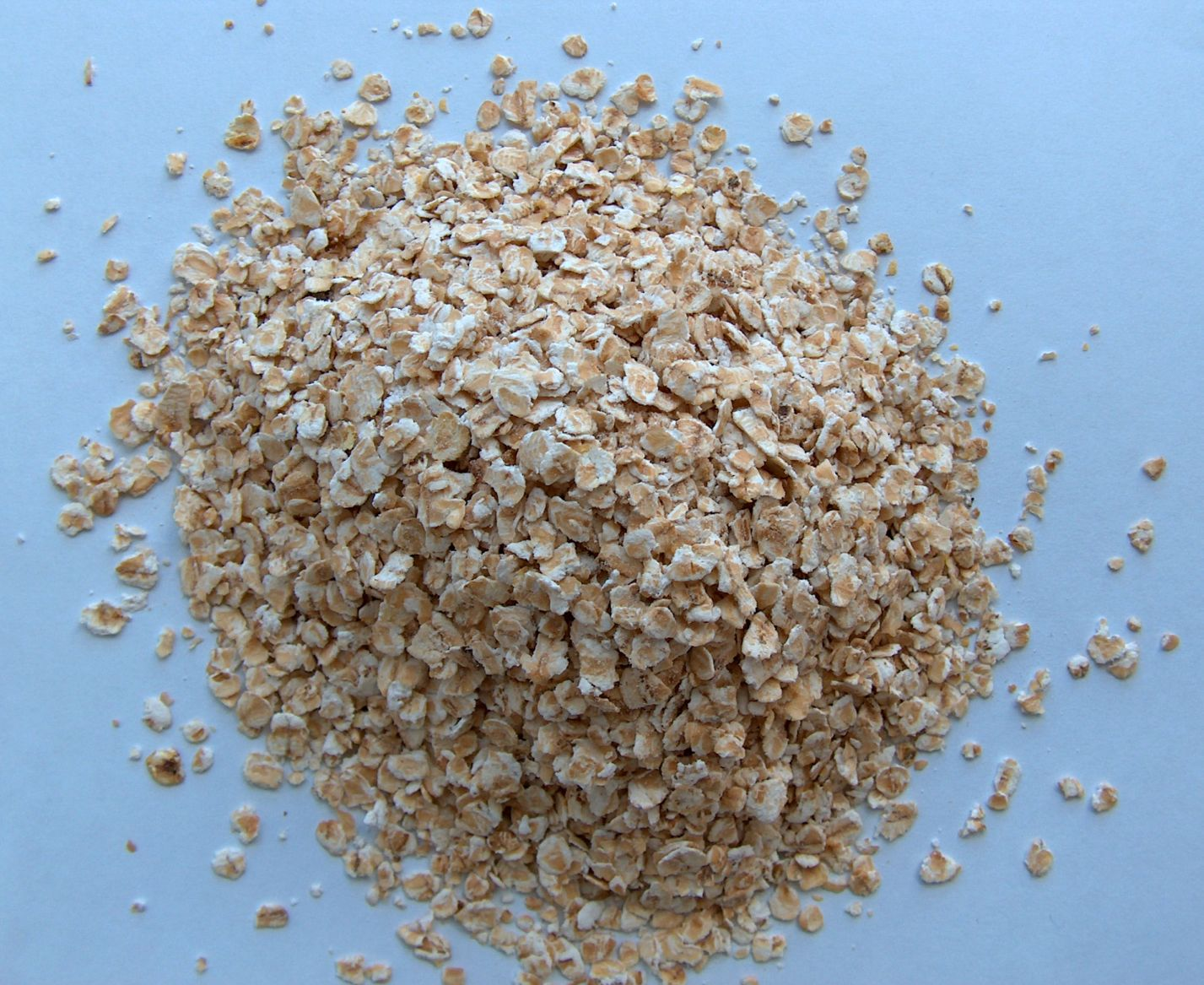
オートミール

- レッドビーンズやオートミール - オートミールは非常に安価で便利な携帯食料でありカウボーイの代名詞になっている。オートミールいりクッキーを「カウボーイクッキー」と呼んでいて、多くの家庭で一度は作ったことがあるぐらい、アメリカではポピュラーな物になっている。
- 干し肉 - 干し肉は本々はネイティブアメリカンの保存食であるバッファローの干し肉を商取引により得ていたが、その後自身で作る者も現れた。いわゆる牛肉のビーフジャーキーは、1960年頃アメリカ全土に広まったといわれている。
- ペミカン - ペミカンとはネイティブアメリカンの保存食で、干し肉や脂肪、ドライフルーツを棒状に練り固めた物。スニッカーズなどに代表される棒状のチョコスナック（スナックバー）は、ペミカンが元になったお菓子といえる。
- コーヒー豆 - カウボーイは牛追い中は長い一日の労働を終えた後も夜間牛の見回りを交代でせねばならず、そのため目を覚ませてくれるコーヒーを重宝しており、『蹄鉄が浮くほど強い』とても濃いコーヒーを好んだ。1800年代後半から1900年代初期までアーバックルコーヒー社がアメリカ西部のコーヒー市場を牛耳っており、多くのカウボーイがアーバックル以外のコーヒーブランドがあることを知らず、当時のカウボーイの間で『アーバックル』はコーヒーの兼用語に使われていた。
- 葉巻・噛みタバコ - 葉巻、噛みタバコは共にカウボーイのイメージとして定着しているが、実際には噛みタバコが主流であったといわれている。それは彼らの活躍の場が乾燥地帯であり、干草など火事になり易い環境であったからだという。そしてこの噛みタバコもネイティブアメリカンの文化であり、彼らはライム（石灰）と一緒に噛んでいた。

### 生活用品

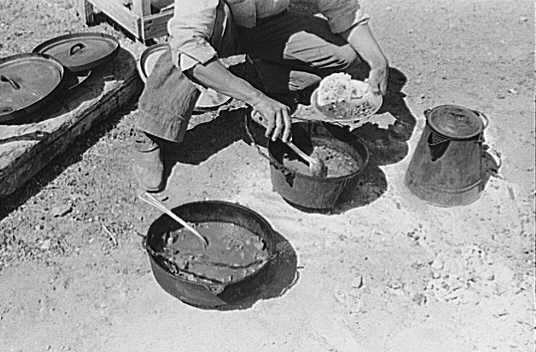
ダッチオーブンでチリコンカーンを煮るカウボーイ:テキサス州,1930年頃

- 金属製マグカップ - マグカップは欧米でみられる物より大きい。これはちょっとした料理として、直接火に掛けてスープなどを作っていたためである。金属製である理由としては、火に掛けても問題がなく、なにより割れないことである。
- ラグ - 毛布のこと。ラグもバスケットも、ネイティブアメリカンから物々交換や金銭によって入手していた。
- ベッドロール - 油脂加工された防水キャンバス生地。濡れた地面や雨の夜も寝られる上、荷物にかけることで荷物が濡れることを防ぐこともできる。
- ダッチオーブン - 詳しくはダッチオーブンを参照。

これらの道具（の一部）がアメリカ国内で、トレッキング、アウトドア活動などでも使われるようになった。第二次世界大戦で戦勝国となったアメリカの文化が20世紀後半に世界各地に広まったので、これらの道具（の一部）が世界各地に広まった。

## 関連競技

### ロデオ競技

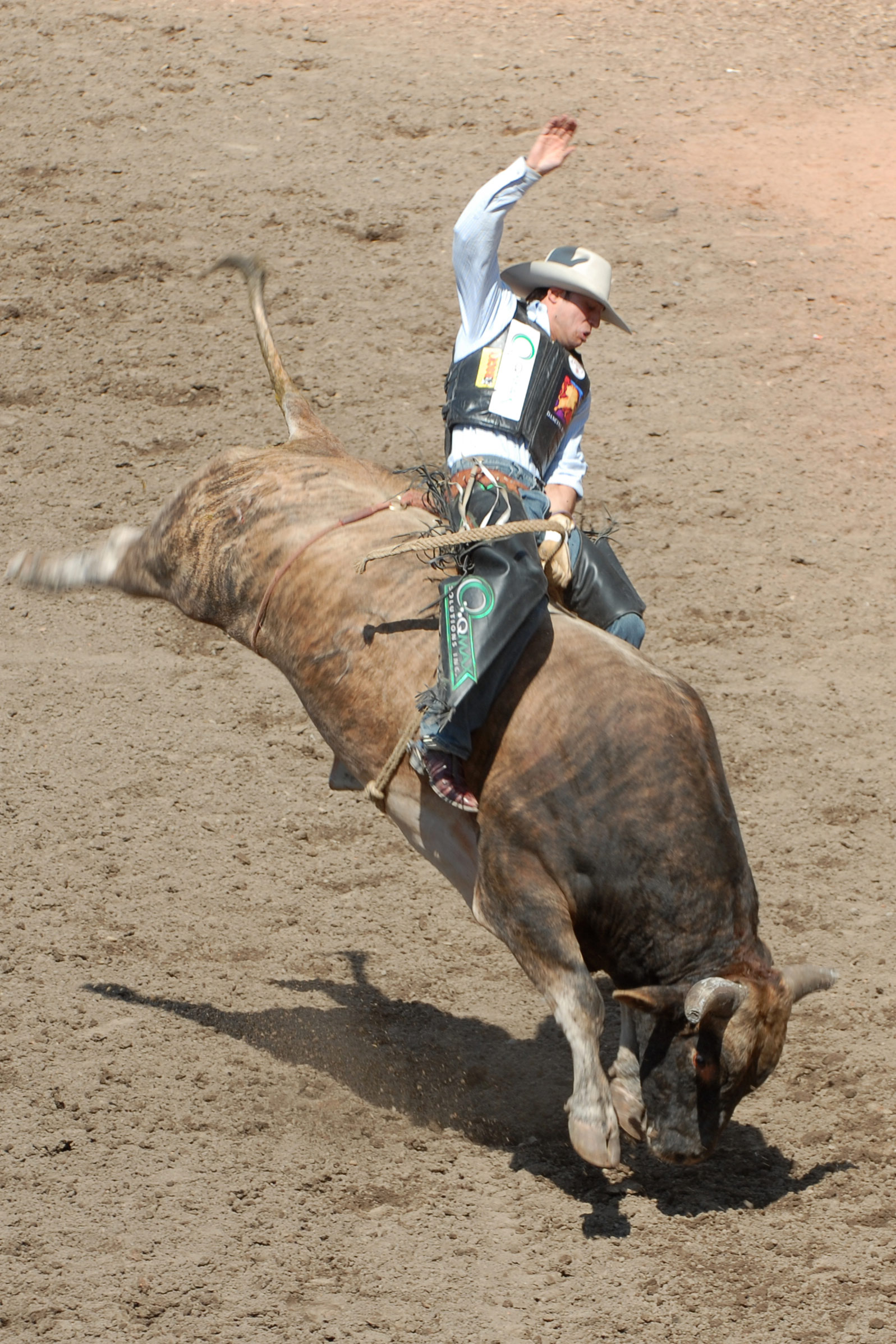
ブル・ライディング

カウボーイには、巧みな馬術と洗練された精神、いわゆるホースマンシップ（horsemanship）、更に卓越したロープさばき（ローピング・テクニック）が必要とされるが、最近は牧畜においても機械化や自動化が進み、それらが軽視され始めている傾向もある。ロデオとは、それらカウボーイのテクニックをスポーツ競技として独立させたもので、後にプロ化され、アメリカの人気スポーツの一つに数えられるまで成長している。
ロデオは、主に北アメリカ・カナダ・オーストラリアで行われるカウボーイのテクニックを競うスポーツで、競技は大きく分けるとラフストックとタイムイベントの二つが存在する。
ラフストック(Rough Stock) ：　調教前の馬や野生馬（牛）を乗りこなす競技。 8秒以上乗り切ると合格とされ、騎乗者の姿勢や乗り方、馬（牛）の暴れっぷりや派手さなどが採点される。　また公式種目ではないが、馬や牛を豚や羊に置き換えた余興や子供向け競技もある。 日本では「じゃじゃ馬馴らし」や「荒馬乗り」や「裸馬騎乗」などと呼ばれている。
ブル・ライディング (Bull Riding)
暴れている牡牛に乗る競技。
ベアバック・ブロンコ・ライディング (Bareback Bronc Riding)
鞍（くら）を装着していない暴れ馬に乗る競技。
サドル・ブロンコ・ライディング (Saddle Bronc Riding)
鞍（くら）を装着している暴れ馬に乗る競技。
タイムイベント(Timed Events) ： 仕事を完結するまでの時間を争う競技。
スティアー・レスリング (Steer Wrestling)
走っている馬の上から逃げる牛に飛びつき頭をひねって牛を地面に倒すまでの時間を競う競技。
チーム・ローピング (Team Roping)
2人のカウボーイがそれぞれ馬に乗りながら、逃げる子牛の頭と後ろ脚にそれぞれにロープをかけるまでの時間を競う競技。
タイダウン・ローピング (Tie-Down Roping)
逃げる子牛の頭に馬の上からロープを投げてひっかけ停止させ、馬から下りて その子牛の四肢を縛り上げるまで時間を競う競技。
スティアー・ローピング (Steer Roping)
逃げる牛に馬の上からロープを投げ、牛の頭にひっかけるまでの時間を競う競技。
バレル・レーシング (Barrel Racing)
場内に三角状に配置された3つの樽をポイントととし、それを馬で走り抜ける時間を競う競技。 女性専用種目。

### その他の競技

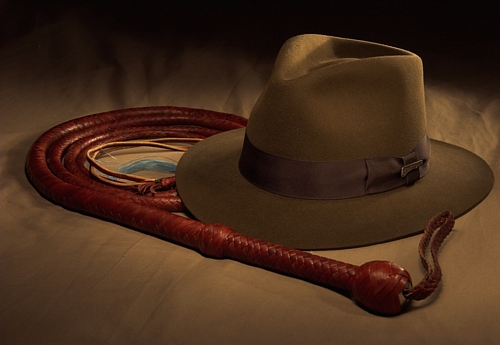
ブルウィップとカウボーイハット

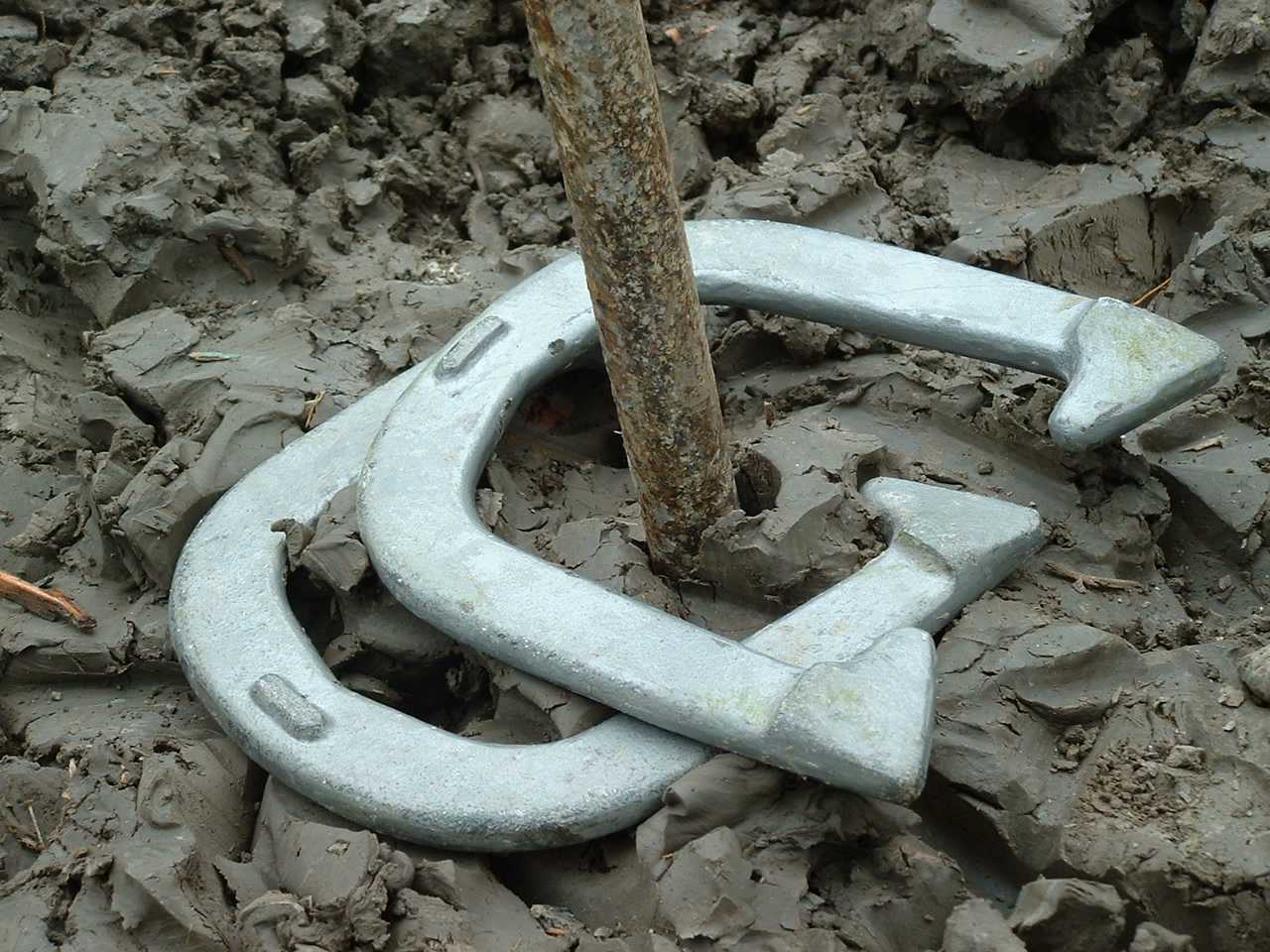
競技用のホースシュー（蹄鉄）

ロデオ大会での余興や前夜祭で催されることも多いが、独立した競技やコンテストでもある。
ウィッピング（鞭打ち）
ブルウィップ（牛追い鞭）を使い、鞭捌きを競う競技。具体的にはクラッキングという鞭の先端をしなりによって、何かに当てることなく鳴らす技があり、これは鞭の先端が遠心力により音速を超える事による衝撃波である。奇術や曲芸でプロとして活躍している者もおり、人が咥えているタバコ、頭の上に乗せたリンゴを、鞭捌きによりその先端で（相手には一切当てずに）打ち落としたりする技を使う。
シューティング（射撃）
銃による射的競技。銃の種類の別やルールは多種多様であるが、カウボーイ・アクションシューティング（早撃ち）競技が最もポピュラーといえるだろう。最近では実弾ではなく赤外線を使った射的用の機械を使って早撃ちコンテストが行われている。
ダッチオーブン料理コンテスト
元々はカウボーイの三種の神器の一つであり、重い蓋の付いた鉄鍋のことで、パン焼きや肉のローストからシチューまで作れ、蓋の上でも余熱を利用し同時に調理する事も出来る。またダッチオーブンから生まれた野趣溢れる料理の数々は広くアメリカ人に親しまれている。コンテストの参加者の中には、当時実際に使われていた器具やチャックワゴン（調理用幌馬車）を持参する凝った人もいる。
ホースシューズ（蹄鉄投げ）
文字通り馬の蹄鉄を投げて的や杭に当てたり引っ掛けたりして点数を競う射的競技。詳しくは輪投げを参照。
ローピング（投げ縄や縄掛けともいう）
ロデオとは関係なく、純粋にローピングテクニック（先端を引ければ締まるように結んだ輪を作った荒縄を操る）で縄を掛ける対象物が必ずしも家畜ではなかったり、先端の輪を回転させながら輪の中に体を通したりするアクロバットやジャグリングの様な競技である。

## 映画のカウボーイ像
映画では黒人カウボーイが出たものではローレンス・カスダン監督でダニー・グローヴァーが出演した『シルバラード』（1985年）やマリオ・ヴァン・ピーブルズ監督・主演の『黒豹のバラード』（1993年）、クリストファー・ケイン監督の『ヤングガン』（1988年）ではネイティブアメリカンのカウボーイとしてルー・ダイアモンド・フィリップスが出演している。その後クリント・イーストウッド監督でモーガン・フリーマンが出演した『許されざる者』（1992年）につらなり、クエンティン・タランティーノ監督の『ジャンゴ 繋がれざる者』（2010年）ではジェイミー・フォックスが主演を務めた。『コンクリート・カウボーイ: 本当の僕は』（2021年）では現代の黒人のカウボーイのコミュニティが描かれている。
『ブロークバック・マウンテン』では同性愛が描かれた。